# Skaidiškės

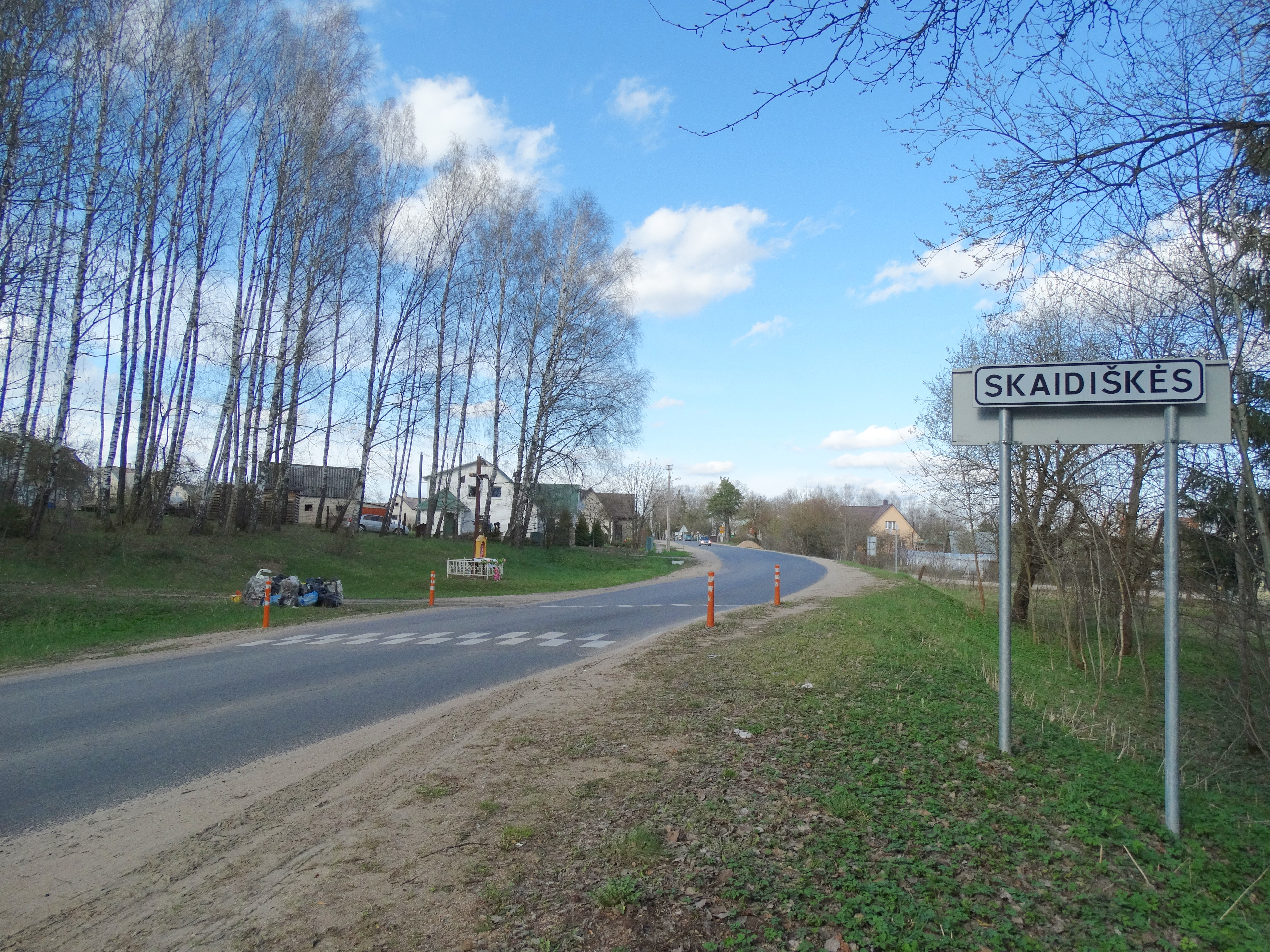
Ort

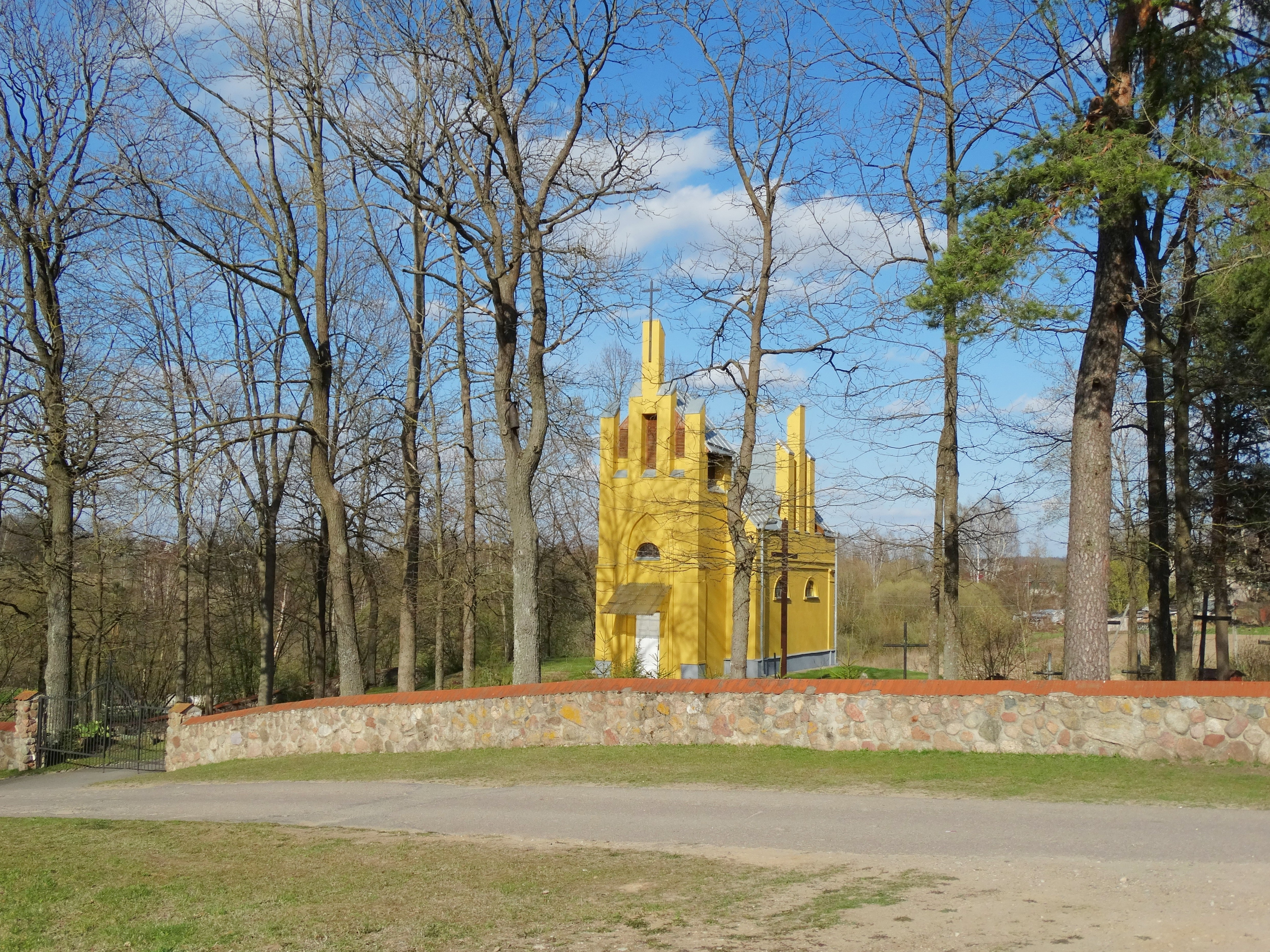
Kapelle

Skaidiškės hat 4100 Einwohner (2025) und ist das fünftgrößte Dorf in Litauen und das zweitgrößte Dorf in der Rajongemeinde Vilnius. Es liegt 3 km nordöstlich von Rudamina, südlich der Kreuzung der Nationalstraße 106 Naujoji Vilnia-Rudamina-Paneriai und der Autobahn A3 Vilnius-Minsk (Straße nach Weißrussland). Durch die Gemeinde fließt der Bach Dunaika. Es gibt 11 Unterbezirke. Es gibt die Kapelle von Maria Faustyna Kowalska, eine Druckerei der Tageszeitung „Lietuvos rytas“, eine Grundschule mit einem Kindergarten, eine Bibliothek, eine Poliklinik.
Außerdem gibt es in Skaidiškės ein Herrenhaus aus dem 19. Jahrhundert und einen Park. 1 km südlich der Siedlung befindet sich der Papiškės-Hügel.
Skaidiškės wird von den Vilniuser Stadtbussen Nr. 12, 14 und 16 bedient (Skaidiškės, Skaidiškės-Ring, Sodžiaus, Skaistės-St.).

## Geschichte
Die Geschichte von Skaidiškės geht auf das 17. bis 18. Jahrhundert zurück. 1865 gab es in Skaidiškės 16 Häuser, in denen 15 Orthodoxe und 266 Katholiken lebten.
Im Jahr 1986 wurde im Dorf der Skaidiškės-Schatz gefunden, der aus 225 Münzen aus dem 16. und 17. Jahrhundert. Es wird angenommen, dass der Schatz Anfang des 17. Jahrhunderts vergraben wurde. Die jüngste Münze, der Rigaer Schilling von Sigismund III. Wasa, wurde im Jahr 1600 geprägt. 

## Söhne
- Aleksandr Sacharuk (*  1977), Polizeikommissar, Politiker und Mitglied des Seimas